# Bogodinț
Bogodinț – wieś w Rumunii, w okręgu Caraș-Severin, w gminie Sasca Montană. W 2011 roku liczyła 122 mieszkańców. 